# Museo de Arte de Akron
El Museo de Arte de Akron (en inglés: Akron Art Museum) es un museo de arte en Akron, Ohio, EE. UU.
El museo fue abierto el 1 de febrero de 1922 bajo el nombre de Instituto de Arte de Akron. Se encontraba en dos salas de préstamo en el sótano de la biblioteca pública. El Instituto ofrecía clases de apreciación artística, que eran organizadas por Edwin Coupland Shaw y su esposa, Jennifer Bond Shaw. Su primer hogar permanente fue la Biblioteca Pública de Akron, un edificio de la Biblioteca Carnegie, donde permaneció desde 1948 hasta 1981. El museo ha crecido considerablemente desde 1922. El nuevo museo se abrió al público el 17 de julio de 2007 y alberga exposiciones de colecciones nacionales e internacionales.

## Colecciones
El Museo de Arte de Akron tiene 1.900 m²) de espacio dedicado a la exposición de su colección de arte, con producciones desde la década de 1850. El museo también alberga muestras de colecciones nacionales e internacionales.

### 1850–1950[4]
El arte occidental creado entre los años 1850 y 1950 se exhibe en el primer piso del edificio, que tiene un estilo arquitectónico italiano renacentista de 1899. Las dos primeras salas muestran ejemplos de realismo de fin de siglo y de impresionismo americano. Dos salas exploran el modernismo y el regionalismo del noreste de Ohio de 1910 a 1950. Una última sala está completamente dedicada al trabajo de William Sommer, un artista del noreste de Ohio. Estas galerías incluyen pinturas de Thomas Wilmer Dewing y Frederick Carl Frieseke.

### 1950 hasta el presente[4]

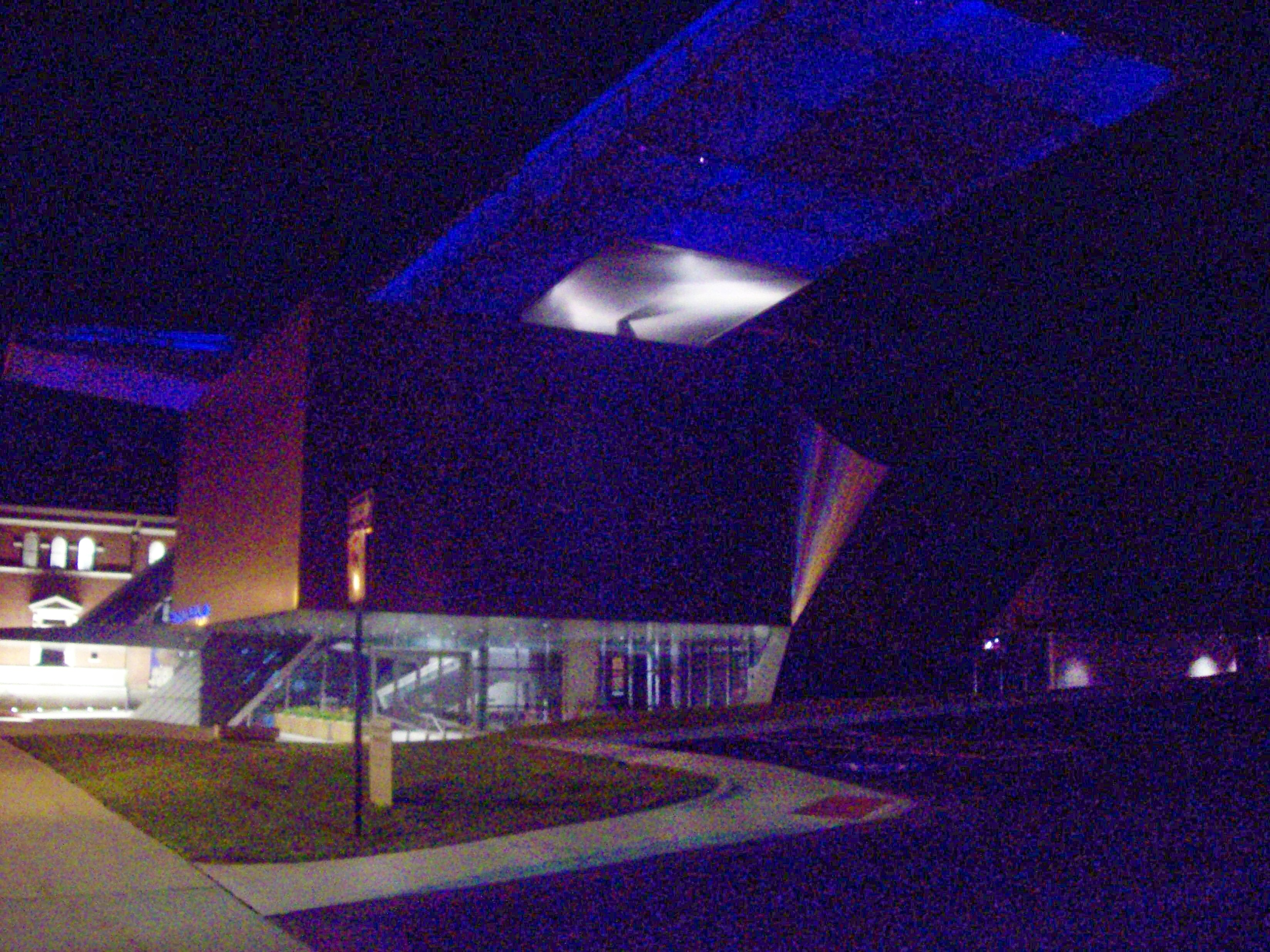
El Museo de Arte de Akron con el techo iluminado.

El arte desde la década de 1950 se presenta en ocho salas, situadas en el edificio de los Caballeros del museo, creado en 2007. Estas galerías reflejan el estilo ecléctico del arte de finales del siglo XX a través de ejemplos de pintura y escultura postmoderna, fotorrealismo y arte pop. Se exhiben la Linda de Chuck Close; las Brillo Boxes y Single Elvis en serigrafía de Andy Warhol; y la escultura en relieve de Elijah Pierce, escultor y predicador de Ohio, The Wise and Foolish Virgins and Four Other Scenes.

## Exposiciones temporales
Las principales exposiciones temporales se realizan en el segundo piso del Edificio Knight. Estas exposiciones incluyen muestras itinerantes como American Chronicles: The Art of Norman Rockwell y muestras organizadas por el museo como A Shared Vision: The Fred and Laura Ruth Bidwell Photography Collection. El museo también tiene más de 190 m² reservados para exposiciones privadas de artistas emergentes o en ascenso, proyectos de arte comunitarios y exposiciones de medios fotográficos.

## Edificio Knight

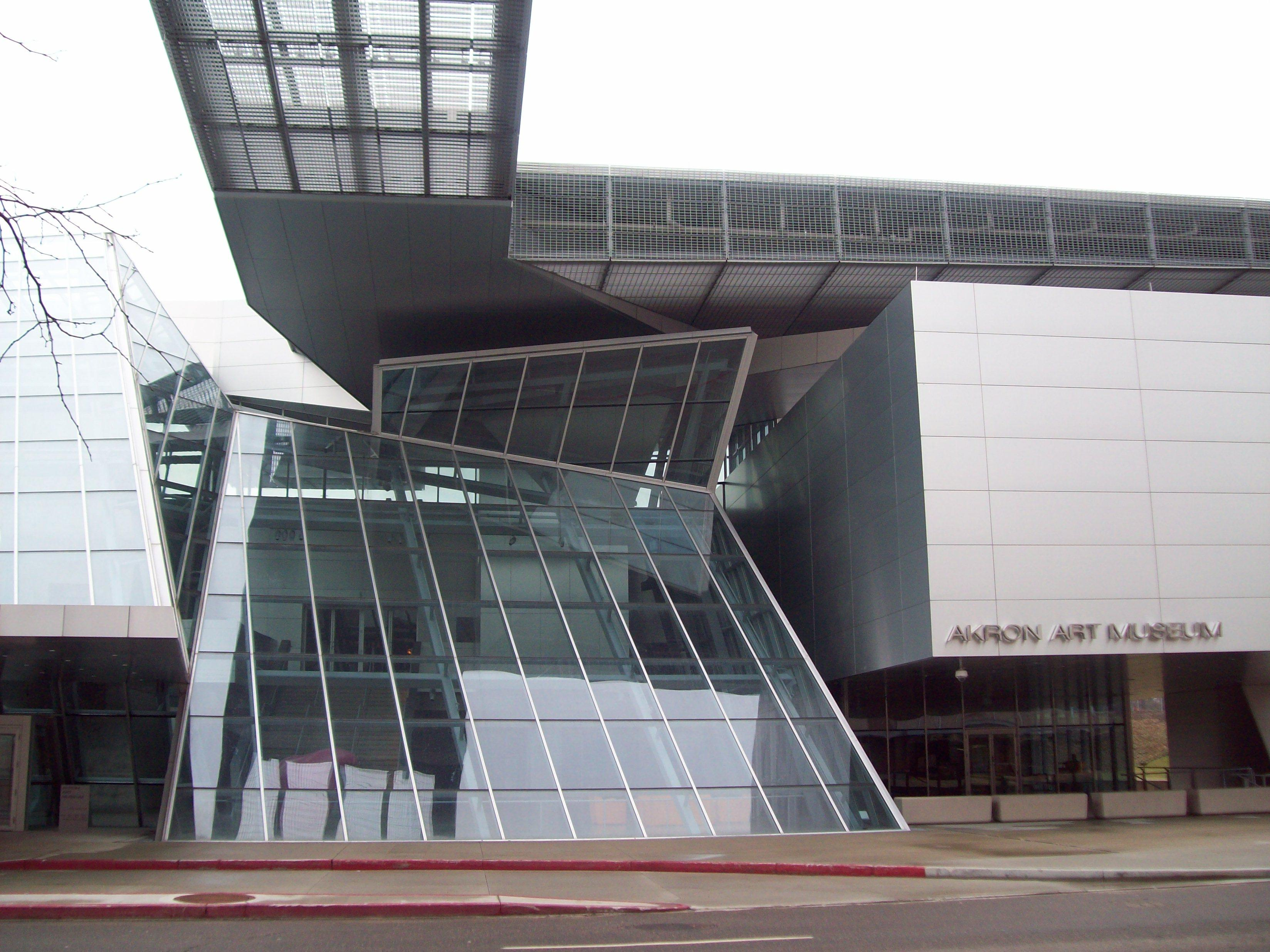
Vista frontal del Museo de Arte de Akron.

El edificio John S. y James L. Knight (5900 m²) fue diseñado por la oficina de arquitectura vienesa Coop Himmelb(l)au después de un concurso internacional. La empresa fue elegida en parte por su uso adaptativo de edificios históricos, siendo el Knight Building el primer proyecto de la empresa en América. La inauguración del nuevo edificio tuvo lugar el 22 de mayo de 2004.
El diseño de Coop Himmelb(l)au añade un espacio extra a la galería, un auditorio y una cafetería al edificio del museo de 1899, utilizando elementos visuales contrastados, sorprendentes y elegantes.
Crystal,  que es un vestíbulo de cristal de tres pisos que sirve como entrada pública y foco visual, y que conecta la programación artística, educativa, administrativa y pública del museo; Gallery Box [7], que comprende las galerías Arnstein, Haslinger, Bidwell e Isroff, alberga la colección y las exposiciones temporales del museo; y la Roof Cloud, una estructura de 100 metros de acero y aluminio que se extiende sobre lo viejo y lo nuevo, sirviendo como un punto de referencia para el centro de Akron, que un crítico describió como «un caimán mecánico devorando una oficina de correos de Beaux Arts».